# Euphalerus nidifex
Euphalerus nidifex är en insektsart som beskrevs av Schwarz 1904. Euphalerus nidifex ingår i släktet Euphalerus och familjen rundbladloppor. Inga underarter finns listade i Catalogue of Life.